# Lac Pigeon (Alberta)
Pour les articles homonymes, voir Pigeon (homonymie).
Le lac Pigeon, en anglais : Pigeon Lake, est un grand lac situé dans la région du centre de l'Alberta, au Canada. Pigeon Lake est situé à proximité des villes d'Edmonton, Leduc et Wetaskiwin ; sur deux comtés, le comté de Leduc et le comté de Wetaskiwin.

## Description
Le lac a une superficie de 96,7 km2 et une profondeur maximale de 9,1 m. La superficie de son bassin versant est de 187 km2, et est un des premiers affluents de la Battle River, à laquelle il est relié à travers la Lake Creek.
Le lac est appelé « Woodpecker Lake » jusqu'en 1858, de Hmi-hmoo (ou Ma-Me-O) qui signifie « pivert » en langue Cri. En 1858, son nom est changé en Pigeon Lake.

## Conservation
Le Pigeon Lake Provincial Park est situé sur la rive occidentale du lac, les visiteurs peuvent y accéder par la Highway 771.

## Développement
Pigeon Lake est l'une des zones de loisir les plus populaires de la province d'Alberta, avec des lotissements bâtis autour du lac, et plus de 2 300 cottages, 10 villages d'été et 9 hameaux établis sur ses rives. 

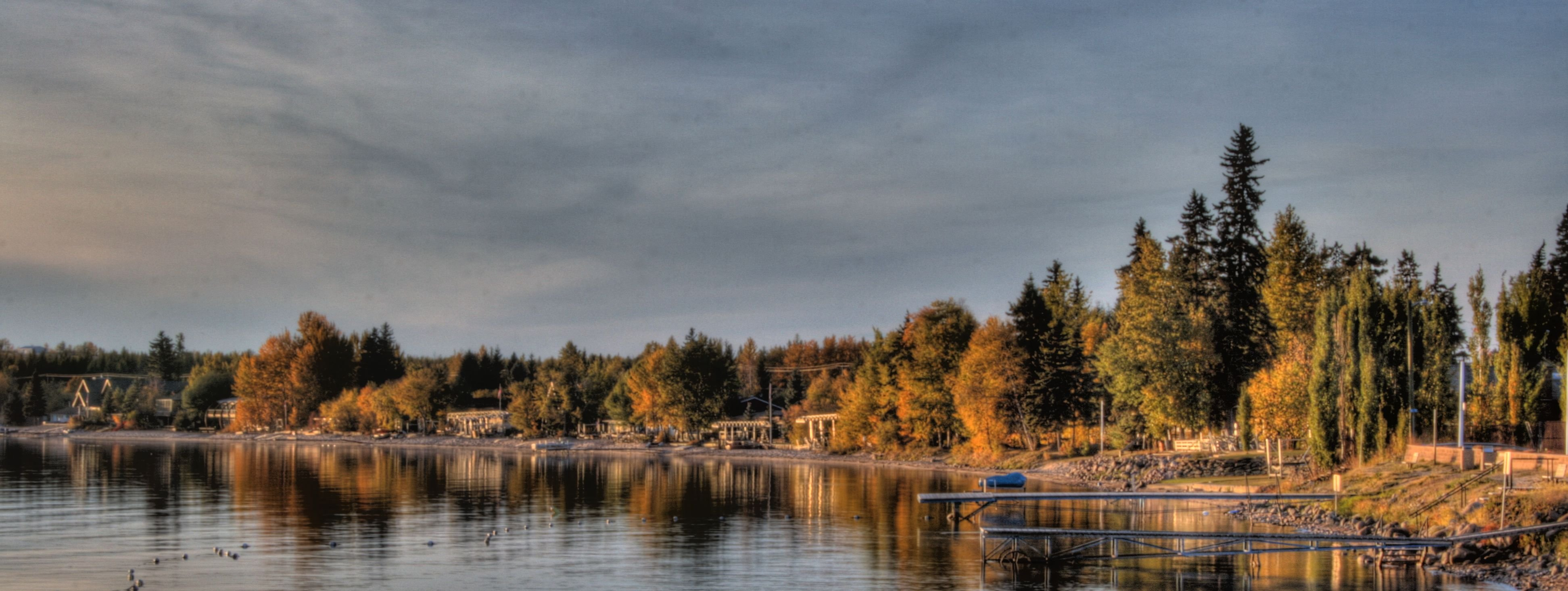
Mulhurst Bay, sur la rive de Pigeon Lake

## Source
- (en) Cet article est partiellement ou en totalité issu de l’article de Wikipédia en anglais intitulé « Pigeon Lake (Alberta) » (voir la liste des auteurs).